# Balear Futbol Club
El Balear Futbol Club (originalment dit Balear Football Club) va ser un club de futbol de Palma (Mallorca, Illes Balears. Va ser fundat a mitjans de l'any 1922 i va desaparèixer l'any 1925. Poc després de la seva fundació part dels seus directius i jugadors varen abandonar el club per fundar-ne un de nou, l'Atlètic FC, un dels precedents de l'actual Club Esportiu Atlètic Balears.

## Història
Sabem molt poc d'aquest club, que com tots els de l'època tenia una estructura molt senzilla i amateur. La primera notícia de l'existència del club va ser una carta publicada en el diari El Día de Palma el 17 de maig del 1922, en la qual el capità de l'equip reptava el Balears FC a jugar un partit amistós. El primer partit del Balear FC del qual hi ha constància es va jugar el 9 de juliol del mateix any.
El club va prendre el seu nom del Teatre Balear, coliseu que es trobava just davant del seu local social: el cafè Can Martí, en el carrer Zanoguera n. 13. La seva indumentària estava integrada per samarreta blava i calçons blancs. Inicialment no va tenir terreny de joc i no va ser fins a principi del 1923, que va inaugurar el seu propi en el barri palmesà del Molinar. Fou batejat Balear-Mallorquí, ja que fou adquirit conjuntament amb el club del mateix nom. Segons les fonts de l'època estava situat entre les dues fàbriques d'electricitat del Molinar.
Gran part del que sabem prové de l'escissió de l'Athletic FC que es va produir devers setembre del 1922. A principis de l'any 1925 cessà sobtadament la seva activitat fins a desaparèixer a mitjans d'aquell mateix any.
El club va tenir de soci fundador a Antoni Forteza Pinya (1901-1969), que el va presidir fins al moment de l'escissió de l'Athletic Futbol Club.